# José Gabriel Ávila
José Gabriel Ávila (Lajes do Pico, Açores, 1947) é um jornalista açoriano.

## Biografia
Filho de Ermelindo dos Santos Machado Ávila e de Olga Lopes Neves Machado Ávila.
Casado com Maria Odete Cardeal da Costa Lopes Ávila, em Carmona (Uíge) Angola. 
Estudou no Seminário Episcopal de Angra, onde concluiu o curso de Teologia. Concluiu depois o Curso de Teologia da Universidade Católica Portuguesa e os Cursos de História e Ciências Sociais e de Sociologia da Universidade dos Açores. 
Ainda no Seminário de Angra, com um grupo de alunos teólogos, entre os quais: Onésimo Almeida, José Costa e Octávio Medeiros produziu e apresentou o programa de rádio HOJE É DOMINGO, iniciado pelo Pe António Rego no Rádio Clube de Angra.
Mais tarde, em Carmona, Uíge, Angola, juntamente com o Pe Octávio Medeiros, Maria Odete Cardeal e Rui Maeiro apresentou, no Rádio Clube do Uíge, o programa Esperança.
Ingressou nos quadros da RDP-Açores, como jornalista, sendo posteriormente integrado, como jornalista na redação da RTP-Açores, onde até 2004, exerceu as funções de editor e apresentador de programas informativos diários e não diários nomeadamente: Telejornal, entrevistas, debates, grandes reportagens e talk-shows dos quais se destaca: Arquipélago, Nove Ilhas e Atlântida.
Em 1991 coordenou e apresentou na RTP-Açores, toda a emissão em direto da visita do Papa João Paulo II às ilhas Terceira e São Miguel.
Na imprensa a sua colaboração em crónicas e artigos de opinião, encontra-se nos jornais: O DEVER (onde começou a escrever), Semanário “Açores”, Terra Nostra (já extinto), Ecos do Norte, Diário dos Açores, Ilha Maior, Correio dos Açores, e nas rádios Canal, RadioAtlântida.net e no programa Voz dos Açores, da Califórnia.
Parte das suas crónicas de opinião estão disponíveis no blogue:  http://escritemdia.blogspot.com
Presidente da Comissão de Análise do PROMEDIA – Programa regional de apoio à comunicação social privada. Responsável na Ilha de São Miguel, pela dinamização e apresentação de uma comunicação coletiva ao I Congresso Diocesano dos Leigos. Membro do Conselho Pastoral da Ouvidoria de Ponta Delgada e da Paróquia da Fajã de Cima. Membro da Comissão Diocesana para a Pastoral Social. 